# Rudgea citrifolia
Rudgea citrifolia är en måreväxtart som först beskrevs av Olof Swartz, och fick sitt nu gällande namn av Karl Moritz Schumann. Rudgea citrifolia ingår i släktet Rudgea och familjen måreväxter. Inga underarter finns listade i Catalogue of Life.